# Louis Cousin (pintor)

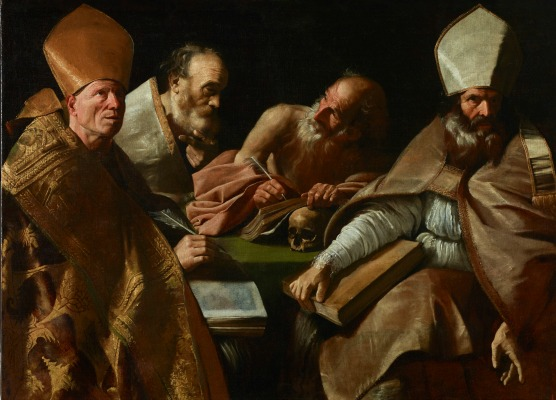
Los cuatro padres de la Iglesia latina, óleo sobre lienzo, 138 x 186 cm, Palacio Real de Madrid.

Louis Cousin, llamado Luigi Primo o Luigi Gentile (Bruselas o Breynelden, 1606-Bruselas, 1667/1668), fue un pintor barroco flamenco activo de 1626 a 1661 en Roma, Ancona y Veneto antes de retornar a Bruselas.

## Biografía
Nacido según Cornelis de Bie en Bruselas, muy joven se trasladó a París y en 1626 a Roma donde entró en contacto con los Bentvueghels o Schildersbent, compañía en la que recibió el nombre de Gentile. La primera obra que se le documenta es una Inmaculada para la iglesia de Santiago y San Ildefonso de los Españoles de Roma, contratada en 1633, ahora en Santa María de Montserrat. A partir de 1638 aparece registrado como miembro de la Academia de San Lucas y en 1639 de la congregación de Santa Maria in Campo Santo, en la que ocupó diversos cargos  de gobierno.
Hacia 1640 pintó para la catedral de Pozzuoli San Agustín y su familia religiosa, gran pala de altar destruida por un incendio en 1964. Con otras telas de altar (Martirio de santa Catalina para la capilla Cesi en la basílica de Santa María la Mayor) alcanzó fama principalmente por la pintura de pequeñas figuras sobre cobre, algunas pintadas para el papa Inocencio X. En 1650 fue admitido en la Congregación de los Virtuosos del Panteón y un año después nombrado príncipe de la Academia de San Lucas.
Conocido también por sus retratos, el primero datado y conservado es el de Giacomo di Barrthos, de la Galleria Nazionale d'Arte Antica de Roma. No se conserva en cambio el retrato del papa Alejandro VI citado por Giovanni Battista Passeri. También según este, tras partir de Roma en 1655 para retornar a Bruselas pintó para el rey de España (Felipe IV) cartones para tapices y un óleo grande con Venus y Adonis, quizá el conservado en el Kunsthistorisches Museum de Viena, procedente de la colección del archiduque Leopoldo Guillermo de Habsburgo, para quien también según Passeri habría pintado algunos bellos amorcillos y retratos de emperadores de la casa de Austria. La presencia de obras de Cousin en España, no obstante, se reduce a un óleo de atribución reciente, Los cuatro padres de la Iglesia latina del Palacio Real de Madrid procedente de la colección que el infante don Luis de Borbón reunió en su palacio de Boadilla del Monte, donde a causa de su iluminación tenebrista aunque tratada con un mitigado naturalismo, se atribuyó a Caravaggio primero y a Guercino posteriormente.